# Supercopa de España 1994
La Supercopa de España 1994 è stata l'undicesima edizione della Supercoppa di Spagna.
Si è svolta nell'agosto 1994 in gara di andata e ritorno tra il Barcellona, vincitore della Primera División 1993-1994, e il Real Saragozza, vincitore della Coppa del Re 1993-1994.
A conquistare il titolo è stato il Barcellona che ha vinto la gara di andata a Saragozza per 2-0 e ha perso quella di ritorno a Barcellona per 4-5.

## Partecipanti
| Squadre        | Qualificazione                             | Partecipazioni precedenti (il grassetto indica la vittoria) |
| -------------- | ------------------------------------------ | ----------------------------------------------------------- |
| Barcellona     | Vincitore della Primera División 1993-1994 | 7 (1983, 1985, 1988, 1990, 1991, 1992, 1993)                |
| Real Saragozza | Vincitore della Coppa del Re 1993-1994     | Nessuna                                                     |

## Tabellini

### Andata
| Arbitro: | Martín Navarrete |

|  |           |                       |
|  | Marcatori | 45’ Stoičkov 64’ Amor |

| Real Saragozza | Barcellona |

| Real Saragozza:  |    |                      |     |     |
|                  |    |                      |     |     |
| P                | 1  | Andoni Cedrún        |     |     |
| D                | 2  | Alberto Belsué       |     |     |
| D                | 3  | Jesús Solana         |     |     |
| D                | 4  | Fernando Cáceres     | 34’ |     |
| D                | 6  | Xavier Aguado        | 82’ |     |
| C                | 5  | Geli                 |     |     |
| C                | 8  | Santiago Aragón      |     |     |
| C                | 10 | Francisco Higuera    | 69’ | 80’ |
| C                | 11 | Gustavo Poyet        |     |     |
| A                | 7  | Miguel Pardeza (c)   |     | 75’ |
| A                | 9  | Juan Esnáider        | 51’ |     |
| A disposizione:  |    |                      |     |     |
| P                |    | Juanmi García        |     |     |
| D                |    | Darío Franco         |     |     |
| C                |    | Jesús García Sanjuán |     |     |
| C                |    | Nayim                |     | 75’ |
| A                |    | José Luis Loreto     |     | 80’ |
| Allenatore:      |    |                      |     |     |
| Víctor Fernández |    |                      |     |     |

| Barcellona:     |    |                      |     |     |
|                 |    |                      |     |     |
| P               | 1  | Carles Busquets      | 37’ |     |
| D               | 5  | Abelardo             |     |     |
| D               | 4  | Ronald Koeman        | 27’ |     |
| D               | 2  | Sánchez Jara         |     |     |
| D               | 3  | Sergi Barjuan        |     |     |
| C               | 7  | Iván Iglesias        |     | 58’ |
| C               | 6  | José Mari Bakero (c) |     |     |
| C               | 11 | Guillermo Amor       | 34’ |     |
| A               | 9  | Xabier Eskurza       |     |     |
| A               | 8  | Hristo Stoičkov      |     |     |
| A               | 10 | Gheorghe Hagi        |     | 75’ |
| A disposizione: |    |                      |     |     |
| P               | 12 | Julen Lopetegui      |     |     |
| C               | 17 | Josep Guardiola      |     | 58’ |
| C               | 15 | Eusebio Sacristán    |     | 75’ |
| C               | 14 | Txiki Begiristain    |     |     |
| A               | 16 | Jordi Cruijff        |     |     |
| Allenatore:     |    |                      |     |     |
| Johan Cruijff   |    |                      |     |     |

### Ritorno
| Arbitro: | López Nieto |

|                                             |           |                                             |
| Begiristain 13’ 87’ Stoičkov 50’ 70’ (rig.) | Marcatori | 10’ Belsué 32’ Esnáider 33’ 78’ 89’ Higuera |

| Barcellona | Real Saragozza |

| Barcellona:     |    |                       |          |           |
|                 |    |                       |          |           |
| P               | 1  | Julen Lopetegui       | 89’, 90’ |           |
| D               |    | Albert Ferrer         |          |           |
| D               |    | Abelardo              | 43’      |           |
| D               |    | Miguel Ángel Nadal    |          |           |
| D               |    | Sánchez Jara          |          |           |
| C               |    | Josep Guardiola       | 85’      |           |
| C               |    | Iván Iglesias         | 35’      |           |
| C               |    | Guillermo Amor        |          | 66’       |
| C               |    | Eusebio Sacristán (c) |          |           |
| C               |    | Gheorghe Hagi         |          | 11’       |
| A               | 8  | Hristo Stoičkov       | 90+3’    |           |
| A disposizione: |    |                       |          |           |
| P               |    | Carles Busquets       |          | 90+1’     |
| D               |    | Sergi Barjuan         |          |           |
| A               | 16 | Txiki Begiristain     |          | 11’ 90+1’ |
| A               | 14 | Jordi Cruijff         |          | 66’       |
| A               |    | Xavier Escaich        |          |           |
| Allenatore:     |    |                       |          |           |
| Johan Cruijff   |    |                       |          |           |

| Real Saragozza:  |    |                      |          |     |
|                  |    |                      |          |     |
| P                | 1  | Andoni Cedrún        |          |     |
| D                | 2  | Alberto Belsué       |          |     |
| D                | 3  | Jesús Solana         | 87’      |     |
| D                | 4  | Fernando Cáceres     | 51’, 68’ |     |
| D                | 6  | Xavier Aguado        |          |     |
| C                | 5  | Geli                 | 87’      |     |
| C                | 8  | Santiago Aragón      |          |     |
| C                | 10 | Francisco Higuera    | 87’      | 80’ |
| C                | 11 | Gustavo Poyet        |          | 75’ |
| A                | 7  | Miguel Pardeza (c)   |          | 70’ |
| A                | 9  | Juan Esnáider        | 45’      |     |
| A disposizione:  |    |                      |          |     |
| P                |    | Juanmi García        |          |     |
| D                |    | Darío Franco         |          | 75’ |
| C                |    | Jesús García Sanjuán |          | 70’ |
| C                |    | Nayim                |          |     |
| A                |    | José Luis Loreto     |          |     |
| Allenatore:      |    |                      |          |     |
| Víctor Fernández |    |                      |          |     |